# John Henry van der Meer
John Henry van der Meer (* 9. Februar 1920 in Den Haag; † 1. Februar 2008 in Fürth) war ein niederländischer Musikwissenschaftler mit dem Spezialgebiet der Instrumentenkunde.

## Leben
John Henry van der Meer wuchs als Sohn eines niederländischen Englischdozenten und einer englischen Lehrerin zweisprachig auf. 1926 erhielt er den ersten Klavierunterricht. 1938 nahm er an der Universität Utrecht das Studium der Rechtswissenschaften und der Musikwissenschaft auf. Am 9. Februar 1943 wurde er im Zuge von Verhaftungen, die auf ein Attentat auf einen niederländischen SS-Mann folgten, im KZ Herzogenbusch interniert. Vom Juni 1943 bis April 1945 folgte die Zwangsarbeit zunächst in einem Flugzeugmotorenwerk in Straßburg, dann in einem Steinbruch und einem Zementwerk in Heidelberg.
Nach dem Krieg promovierte er in Rechtswissenschaften (April 1946), arbeitete jedoch von 1946 bis 1948 als Dozent für Gehörbildung und weitere Fächer am Konservatorium von Utrecht und ab 1949 als Dozent am Königlichen Konservatorium in Den Haag. 1954 wurde er Leiter der Musiksammlung am Gemeentemuseum Den Haag und war dort verantwortlich für die Musikinstrumentensammlung, die Bibliothek und die Graphische Sammlung. 1956 promovierte er in Musikwissenschaft mit einer Arbeit über Johann Joseph Fux als Opernkomponist.
Am 1. Januar 1963 trat er die neu geschaffene Stelle des Leiters der Sammlung historischer Musikinstrumente am Germanischen Nationalmuseum in Nürnberg an, die er bis zu seiner Pensionierung im Dezember 1983 innehatte. Bis kurz vor seinem Tod war er noch wissenschaftlich tätig und verfasste weitere Publikationen, darunter einige Sammlungskataloge.

## Leistungen
John Henry van der Meer gehörte 1965 zu den Gründungsmitgliedern des Comité International des Musées et Collections d’Instruments de Musique (CIMCIM) des Internationalen Museumsrates (ICOM), für das er bis 1968 das Amt des Generalsekretärs bekleidete. Als erster Leiter der international bedeutenden Sammlung historischer Musikinstrumente im Germanischen Nationalmuseum schuf er den 1969 eröffneten Ausstellungssaal. 1979 begründete er die Reihe der Instrumentenkataloge des Germanischen Nationalmuseums.
1983 erschien mit dem Buch Musikinstrumente von der Antike bis zur Gegenwart seine Geschichte der Musikinstrumente. Durch über 170 Publikationen, darunter mehrere Bestandskataloge vorwiegend italienischer Musikinstrumentensammlungen, hat er sich in Fachkreisen einen Ruf als Musikinstrumentenforscher erworben. Für seine Verdienste wurde er mit zwei Festschriften, dem Curt-Sachs-Award der American Musical Instrument Society und der Theodor-Heuss-Medaille des Germanischen Nationalmuseums ausgezeichnet.
Von 1972 bis 1985 war er korrespondierendes Mitglied der Königlich-Niederländischen Akademie der Wissenschaften. Von 1985 bis zu seinem Tode war er „ruhender Korrespondent“ dieses Institutes.

## Veröffentlichungen (Auswahl)
- Johann Joseph Fux als Opernkomponist. Bilthoven 1961.
- Die Klangfarbliche Identität der Klavierwerke Carl Philipp Emanuel Bachs. (= Mededelingen der Koninklijke Nederlandse Akademie van Wetenschappen, Afdeling Letterkunde, Nieuwe Reeks Deel, 41 no. 6). Amsterdam 1978.
- Verzeichnis der Europäischen Musikinstrumente im Germanischen Nationalmuseum Nürnberg. Band 1: Hörner und Trompeten. Membranophone. Idiophone. Wilhelmshaven 1979.
- gemeinsam mit Rainer Weber: Catalogo degli strumenti musicali dell’Accademia filarmonica di Verona. Verona 1982.
- Musikinstrumente von der Antike bis zur Gegenwart. München 1983.
- Strumenti musicali europei del Museo Civico Medievale di Bologna : con appendici dei Fondi strumentali, delle Collezioni Comunali d’Arte, del Museo Davia Bargellini e del Civico Museo Bibliografico Musicale. Bologna 1993.
- mit Gerhard Doderer: Cordofones de tecla portugueses do séc XVIII: clavicórdios, cravos, pianofortes e espinetas. Lissabon 2005.
- Alla ricerca dei suoni perduti: arte e musica negli strumenti della collezione di Fernanda Giulini. Briosco, Mailand 2006.